# Peromyscus winkelmanni
Peromyscus winkelmanni — вид гризунів роду Peromyscus родини хомя'кових (Cricetidae), що мешкає тільки у Мексиці, названий на честь Джона Р. Вінкельмана (John R. Winkelmann), який першим описав цей вид мишей.

## Опис
Peromyscus winkelmanni більша за хатню, доросла особина цього виду може досягати 240—270 мм у довжину, приблизно половину з якої становить хвіст, і важить близько 54 г. Хутро руде з домішками чорного на більшій частині тіла, більш темніше на спині, іноді утворюючи унікальну чорну смугу по центрі спини, також має «потертості» засмаженого кольору чи кориці на боках і щоках. Нижня сторона тіла блідо-сіра. Хвіст має тільки тонкий шар волосся, зазвичай зверху темніший за його низ.
У порівнянні з іншими спорідненими видами, вуха порівняно маленькі і темного кольору, а череп трохи більший. Однак, самці вінкельманової миші ще відрізняються від своїх близьких родичів за формою свого статевого члена, який має частково зморщену голівку. У самиць шість сосків.

## Ареал
Peromyscus winkelmanni зустрічається тільки у порівняно невеликому районі на півдні Мічоакану у Мексиці, де вона мешкає в ізольованих регіонах західних схилів Західної С'єра-Мадре Мексиканського нагір'я. Живе переважно у ділянках змішаних лісів високих дубів упереміш з соснами. Ці райони багаті на епіфіти, мохи, орхідеї і бромелієві. Вид вінкельманової миші не має ніяких підвидів. Через те, що цей вид був знайдений на такій малій площі мешкання у лісах, від яких залежить і які на даний час підлягаються реєстрації, МСОП офіційно вважає його під загрозою вимирання.